# 정보 혁명
정보 혁명(情報革命, Information revolution)은 전자계산기에 의한 정보의 처리를 중심으로 하고, 나아가서 자동제어·통신기술 등의 광범위한 기술혁신 및 오퍼레이션 리서치·인간공학(人間工學)·경영공학 등에 의해서 이루어지는 경영혁신을 말한다. 이러한 경향은 점점 심화되어 개인의 생활·사상은 물론 집단생활과 그 인간관계, 국가나 사회의 제도와 운영, 국제 정치·경제·문화 등에 미시적이고 거시적으로 인간사회의 구석구석까지 영향을 미치고 있다. 이러한 의미에서 단지 기술혁신·경영혁신의 범위를 훨씬 넘는 것이며 역사적 산업혁명의 의의를 지닌다고 할 수 있다.

## 개요
정보 혁명이라는 용어는 "1980년대 중반 이후 컴퓨터 기술이 정보의 저장 및 접근에 가져온 급격한 변화" 또는 산업 혁명 이후 현재의 경제, 사회, 기술 동향을 설명한다.
이러한 사회 발전의 다양한 측면에 초점을 맞춘 많은 경쟁 용어가 제안되었다. 영국의 박식가 결정학자 존 데스먼드 버널은 1939년 자신의 저서 과학의 사회적 기능(The Social Function of Science)에서 과학과 기술이 사회 내에서 수행하게 될 새로운 역할을 설명하기 위해 "과학과 기술 혁명"이라는 용어를 도입했다. 그는 마르크스주의 생산력 이론을 사용하여 과학이 "생산력"(productive force)이 되고 있다고 주장했다. 약간의 논란 끝에 이 용어는 당시 소련 블록의 저자들과 기관들에 의해 채택되었다. 목표는 사회주의가 약어 STR로 지칭되는 과학 및 기술(일부 저자의 경우 "기술적") 혁명을 위한 안전한 본거지임을 보여주는 것이었다. 체코 철학자 라도반 리치타(Radovan Richta, 1969)가 편집한 십자로의 문명(Civilization at the Crossroads)이라는 책은 이 주제에 대한 표준 참고 자료가 되었다.
다니엘 벨(1980)은 이 이론에 도전하고 사회주의보다는 서비스 경제로 이어지는 후기 산업 사회를 옹호했다. 즈비그뉴 브레진스키(1976)의 "테크네토틱 사회"(Technetonic Society)를 포함하여 많은 다른 저자들이 자신의 견해를 제시했다.

## 같이 보기
- 경기순환
- 디지털 혁명
- 디지털 트랜스포메이션
- 지구촌
- 정보화 시대
- 정보 오염
- 정보화 사회
- 지식경제
- 콘드라티예프 파동
- 후기 근대성
- 탈포드주의
- 탈공업 사회
- 화이트칼라